# Djävulsön (film)
Djävulsön, isländsk film från 1996. Filmen bygger på en roman med samma namn av Einar Kárason. Romanen är första delen i en trilogi, där de följande delarna heter Guldön och Det förlovade landet.

## Handling
Reykjavik under de efter andra världskriget följande åren. De amerikanska och brittiska ockupationsarméerna har lämnat kvar sina baracker. Dessa blir hem åt de hundratals underklassfamiljer som svämmar in i staden. Djävulsön skildrar den kulturkrock som är oundviklig då den amerikanska ungdomskulturen möter detta folk.

## Rollista (i urval)
- Baltasar Kormákur - Baddi
- Gísli Halldórsson - Thomas
- Sigurveig Jónsdóttir - Karolina
- Halldóra Geirharðsdóttir - Dolly
- Sveinn Geirsson - Danni
- Guðmundur Ólafsson - Grettir
- Ingvar Eggert Sigurðsson - Grjoni
- Magnús Ólafsson - Hreggvidur
- Pálína Jónsdóttir - Hveragerdur